# درمان زیست - پزشکی
در مان زیست پزشکی (به انگلیسی:biomedical tehrapy) اصطلاحی کلی برای هر شکلی از روان درمانی که مبتنی بر فنون زیست شناختی است.از جمله،شکل‌های مختلفی از دارودرمانی،درمان با شوک برقی تشنج زا و جراحی روانی.
این الگو معتقد است که اختلالات بیماری بدن است.کسانی که از این الگو طرفداری می‌کنند معمولاً  با اختلالات  به صورت یک بیماری برخورد می‌کنند.آنها نشانه‌های گوناگون ولی همایند را با هم در یک نشانگان منسجم گروه بندی می‌کنند.بعد آنها سبب شناسی یا علت آن نشانگان را با بررسی چهار علت احتمالی جستجو می‌کنند:1-میکرب ها،2-ژنها،3-زیست شیمی فرد بیمار،و 4-کالبد شکافی اعصاب.وقتی که به سبب‌شناسی پی برده می‌شود چند درمان زیستی معمولاً دارو ،که به علت حمله پی می برند جستجو خواهند شد تا از این راه اختلالات را برطرف کنند